# Bàng quan (kinh tế học)
Bàng quan trong kinh tế học vi mô chỉ thái độ của người tiêu dùng không có sự phân biệt giữa các lựa chọn kết hợp hàng hóa bởi lẽ mọi lựa chọn đều cho tổng mức thỏa dụng bằng nhau.
Trong các giáo trình kinh tế học vi mô nhập môn hoặc cơ sở, bàng quan thường được thể hiện bằng đường bàng quan (còn gọi là đường đồng mức thỏa dụng) trên một đồ thị hai chiều. Đường bàng quan là một tập hợp các lựa chọn về lượng giữa hai hàng hóa khác nhau nhưng cùng cho một mức hiệu dụng bằng nhau. Độ dốc của đường bàng quan được gọi là tỷ lệ thay thế biên của hàng tiêu dùng. Đây là tỷ lệ mà theo đó, người tiêu dùng sẵn lòng giảm lượng hàng hóa này để có thể tăng một đơn vị lượng hàng hóa kia. Thông thường, đường bàng quan là một đường cong (do tỷ lệ thay thế biên không cố định) và lồi (vì tỷ lệ thay thế biên có xu hướng giảm dần).
Tuy nhiên, nếu hai hàng hóa thay thế hoàn hảo cho nhau, thì đường bàng quan có dạng tuyến tính, và bản đồ bàng quan sẽ bao gồm các đường thẳng song song với nhau như trong Hình 2.
Nếu hai hàng hóa bổ sung hoàn hảo cho nhau, thì đường bàng quan có dạng hình chữ L như trong Hình 3.
Tập hợp các đường bàng quan của người tiêu dùng gọi là bản đồ bàng quan. Đường bàng quan càng xa điểm gốc nghĩa là mức thỏa dụng mà các lựa chọn đem lại càng lớn.

Hình 1: Bản đồ bàng quan với những đường bàng quan điển hình.
Hình 2: Đường bàng quan trong trường hợp hai hàng hóa X và Y thay thế hoàn hảo cho nhau.
Hình 3: Đường bàng quan trong trường hợp hai hàng hóa X và Y bổ sung hoàn hảo cho nhau.

### Sách
- Varian, Hal R. (1999), Intermediate Economics: A Modern Approach (5th edition), W. W. Norton.\